# 今日町子
今日町子，日本漫畫家、插畫家，東京都出身。

## 經歷
東京藝術大學畢業。高校時為了準備考試報名御茶水美術予備校。跟予備校的同學、後來的漫畫家近藤聡乃與映畫監督松本佳奈成為好友。大學時即兼差畫插畫，畢業後經過池松江美介紹，替《進学レーダー》雜誌畫漫畫，實質出道。2004年自己架設部落格連載單頁漫畫系列《センネン画報》大受好評。
2014年作品《みつあみの神様》榮獲手塚治虫文化賞之新生賞，翌年以《いちご戦争》榮獲日本漫畫家協會賞大賞。

## 筆名
今日町子為筆名，取自演員京町子 。

## 中譯本
- 《cocoon 繭：沖繩姬百合隊的血色青春》，臉譜出版，2021年[8]。